# Nhôm iodide
Nhôm iodide là hợp chất hóa học của nhôm và iod, có công thức hóa học là AlI3, chúng hình thành bởi phản ứng của nhôm và iod hoặc phản ứng của HI với kim loại Al. Dạng hexahydrat được tạo thành từ một phản ứng giữa nhôm hoặc nhôm(III) hydroxide với hydro iodide hoặc axit iodhydric. Giống như chloride và bromide có liên quan, AlI3 là axit Lewis mạnh và sẽ hấp thụ nước từ khí quyển. Nó được sử dụng làm chất thử để phân biệt một số loại liên kết C-O và N-O. Nó tách các ete aryl và epoxit deoxygenat.

## Kết cấu
Chất rắn AlI3 là đime, bao gồm cả Al
2I
6, tương tự như AlBr3. Cấu trúc các dạng monome và đime đã được đặc trưng trong pha khí. Monome, AlI3 là mặt phẳng ba chiều có độ dài 2,448 (6) Å, và dime cầu, Al
2I
6 ở 430 K tương tự như Al
2Cl
6 và Al
2Br
6 với độ dài liên kết của Al-I là 2,456 (6) Å (đầu cuối) và 2,670 (8) Å (cầu nối). Đime được mô tả như đĩa mềm với một hình dạng cân bằng của D2h.

## Nhôm(I) iodide
Tên gọi "nhôm iodide" được giả định rộng rãi để mô tả các triodide hoặc đime của nó. Trên thực tế, monoiodide cũng có vai trò trong liên kết Al-I, mặc dù hợp chất AlI không ổn định ở nhiệt độ phòng so với các triodide: 
3AlI → AlI
3 + 2Al
Một dẫn xuất của nhôm(I) iodide là các phức tetrame được hình thành với trietylamin, Al
4I
4(NEt
3)
4.